# Platen van Hulst
De Platen van Hulst is een buitendijks gebied van schorren, slikken en zandplaten in de Nederlandse provincie Zeeland dat zich bevindt voor de oevers van de Eendragtpolder, de Hellegatpolder en de Ser-Arendspolder, in de knik die de Westerscheldekust daar maakt.
Tegenover dit gebied ligt de vaargeul van het Gat van Ossenisse.
De Platen van Hulst zijn tegenwoordig een natuurgebied van 130 ha, dat eigendom is van Staatsbosbeheer.